# Ophioplinthus brevirima
Ophioplinthus brevirima is een slangster uit de familie Ophiuridae.
De wetenschappelijke naam van de soort werd in 1936 gepubliceerd door Theodor Mortensen.